# HIST1H3C
HIST1H3C (англ. Histone cluster 1 H3 family member a) – білок, який кодується однойменним геном, розташованим у людей на короткому плечі 6-ї хромосоми. Довжина поліпептидного ланцюга білка становить 136 амінокислот, а молекулярна маса — 15 404.
| 10         |  | 20         |  | 30         |  | 40         |  | 50         |
| ---------- |  | ---------- |  | ---------- |  | ---------- |  | ---------- |
| MARTKQTARK |  | STGGKAPRKQ |  | LATKAARKSA |  | PATGGVKKPH |  | RYRPGTVALR |
| EIRRYQKSTE |  | LLIRKLPFQR |  | LVREIAQDFK |  | TDLRFQSSAV |  | MALQEACEAY |
| LVGLFEDTNL |  | CAIHAKRVTI |  | MPKDIQLARR |  | IRGERA     |  |            |

A: Аланін

C: Цистеїн

D: Аспарагінова кислота

E: Глутамінова кислота

F: Фенілаланін

G: Гліцин

H: Гістидин

I: Ізолейцин

K: Лізин

L: Лейцин

M: Метіонін

N: Аспарагін

P: Пролін

Q: Глутамін

R: Аргінін

S: Серин

T: Треонін

V: Валін

Кодований геном білок за функцією належить до фосфопротеїнів. 
Задіяний у такому біологічному процесі, як ацетилювання. 
Білок має сайт для зв'язування з ДНК. 
Локалізований у ядрі, хромосомах.